# Jern Henrik (kortfilm)
 For alternative betydninger, se Jern Henrik. (Se også artikler, som begynder med Jern Henrik)
Jern Henrik er en dansk kortfilm fra 1991 med instruktion og manuskript af Albert Hytteballe Petersen.

## Handling
Portræt af Erik Jørgensen, 16 år, Svendborg. Erik spiller guitar, går modvilligt i skole, har konflikter med forældrene og tjener lommepenge ved fritidsjob. Han arbejder blandt andet på virksomheder, der giver pokker i regler om løn og sikkerhed. Erik misbruges, og en dag går det galt. En utraditionel og uhøjtidelig ungdomsfilm, hvor filmholdet sætter sig som opgave at finde ud af, hvad der gik galt for Erik.